# Монетт, Марк-Андре
Марк-Андре Монетт (фр. Marc-André Monette; род.25 февраля 1981 года в Монреале, провинция Квебек) — канадский конькобежец, специализирующаяся в шорт-треке. Чемпион мира 2007 года в команде. 3-хкратный серебряный призёр чемпионатов мира. У Марка-Андре есть старший брат Жан-Франсуа Монетт, также бывший член сборной Канады по шорт-треку.

## Спортивная карьера
Марк-Андре, как и его старший брат с раннего детства встал на коньки. Первые свои медали он получил в 2003 году на зимней Универсиаде в Тарвизио, где выиграл две серебряные медали на дистанциях 1500 и 3000 метров. В национальную сборную он попал в 2006 году и уже в 2007 выиграл золотую медаль на командном чемпионате мира в Будапеште вместе с Франсуа-Луи Трамбле, Жан-Франсуа Монетт, Шарль Амленом, Оливье Жаном. Также удачно он выступил на Кубке мира сезона 2006/07 годов. На этапах у себя дома в Монреале и в Чанчуне стал вторым в эстафетах, а в
Чонджу взял серебро на 1000 метров и золото в эстафете.
Сезон 2007/08 годов начал с Кубкового серебра на 1000 метров и бронзы в эстафете в Квебеке. На чемпионате мира в Канныне выиграл серебро в эстафете и занял 9 место в общем зачёте, следом на командном первенстве в Харбине повторил результат Каннына, заняв второе место. В Софии на Кубке мира 2009 года в эстафете выиграл золото. На командном чемпионате мира в Херенвене завоевал очередное серебро с командой. В том же году Марк-Андре завершил карьеру.

## Карьера тренера
Марк-Андре Монетт с 2002 года работал тренером в клубе «Пуэнт-о-Трембл». В 2014 году назначен тренером канадского регионального тренировочного центра конькобежного спорта по шорт-треку в Монреале. Под его руководством Флоренс Брунель выиграла две бронзовые медали на юношеских Олимпийских играх в Лозанне и 2 серебряные медали на юниорском чемпионате мира 2020 года.